# Península de Kii
A península de Kii (紀伊半島, Kii Hantō) é a maior península da ilha de Honshū, no Japão.

## Descrição
A área a sul da "Linha Tectónica Central Japonesa" designa-se Nanki (南紀), e tem várias comunidades de coral, as mais setentrionais do mundo (além dos recifes coralinos de águas frias) devido à presença da corrente Kuroshio, de águas quentes, e ameaçadas pelo aquecimento global e presença de atividades humanas. Por causa da forte influência da corrente Kuroshio, o clima é o mais húmido na região subtropical, com precipitação a atingir 5 m por ano, com média de 3,85 m na localidade de Owase. Quando os tufões atingem o Japão, a península de Kii é tipicamente uma das regiões mais fustigadas, sendo exemplo o recorde de precipitação ocorrido no tufão n.º 12 de 2011, que provocou mais de 2000 mm de chuva torrencial na península, com o valor de 2439 mm a ser regustadi em Kamikatayamamura, na prefeitura de Nara. Também o tufão Meari de 2004 causou episódios de chuva torrencial de rara intensidade, com mais de 100 mm/h na península.
A maior parte da região é coberta por floresta temperada húmida uma vez que o clima é demasiado húmido para a agricultura, e muita da linha de costa é composta por pequenas rias alimentadas por rios e quedas de água. A silvicultura e a pesca são assim as atividades económicas mais comuns.

## Localização e divisão administrativa
A maior parte da península de Kii está localizada na prefeitura de Wakayama, incluindo toda a parte sul. A noroeste da Prefeitura de Wakayama fica a Prefeitura de Osaka, da qual a parte sul faz parte da península de Kii. A leste da Prefeitura de Osaka - e sem acesso ao mar - fica a Prefeitura de Nara, e a extremidade oriental é ocupada pela Prefeitura de Mie.

## Lugares de interesse
Alguns dos sítios históricos e turísticos da península de Kii são:
- Nara, antiga capital do Japão.
- Monte Kōya (ou Kōyasan), sede da seita budista Shingon.
- Prefeitura de Wakayama, antiga sede do clã Tokugawa. É onde fica o Templo Hinokuma, associado ao Grande Templo de Ise.
- Matsuzaka, centro de produção de bovinos.
- Ise, local do Grande Templo de Ise e centro perlífero.
- Distrito de Yoshino, área montanhosa e florestada, sede da Corte Imperial do Sul durante o período Nanboku-chō.
- Região de Kumano, sede dos santuários Kumano e da queda de água Nachi.
- Kushimoto, ponto mais meridional da ilha Honshū.
- Taiji (Wakayama), centro tradicional baleeiro.

A península de Kii contém um sítio classificado pela UNESCO como Património Mundial: Locais Sagrados e Rotas de Peregrinação nos Montes Kii. Em 2004, a UNESCO acrescentou outros locais à lista de Património Mundial:
1. Distrito de Yoshino e Monte Omine, regiões montanhosas no norte da península.
2. Santuários Kumano, três santuários no extremo sul da península.
3. Monte Kōya, monte na parte ocidental da península.